# Shalva Chijladze
Shalva Chijladze (Georgia, Unión Soviética, 12 de julio de 1912-14 de enero de 1997) fue un deportista soviético especialista en lucha grecorromana donde llegó a ser subcampeón olímpico en Helsinki 1952.

## Carrera deportiva
En los Juegos Olímpicos de 1952 celebrados en Helsinki ganó la medalla de plata en lucha grecorromana estilo peso ligero-pesado, tras el luchador finlandés Kelpo Gröndahl (oro) y por delante del sueco Karl-Erik Nilsson (bronce).